# Duchon János
Duchon János, Joannes Duchon (Mosóc, 1596. június 21. – Besztercebánya, 1637. november) evangélikus lelkész, költő.

## Élete
Duchon János kvacsai lelkész fia volt. Wittenbergben tanult 1622. május 13-ától; 1627-ben besztercebányai tanító és lelkész lett.

## Munkái
Synopsis naturalis scientiae. Vittebergae, 1624.
Két epigrammája van Scharffius (Joann.) Metaphisicajában (1625.) és saját kezűleg beírva egy másik könyvbe.